# Трупіал жовточеревий
Трупіа́л жовточеревий (Icterus maculialatus) — вид горобцеподібних птахів родини трупіалових (Icteridae). Мешкає в Мексиці і Центральній Америці.

## Опис

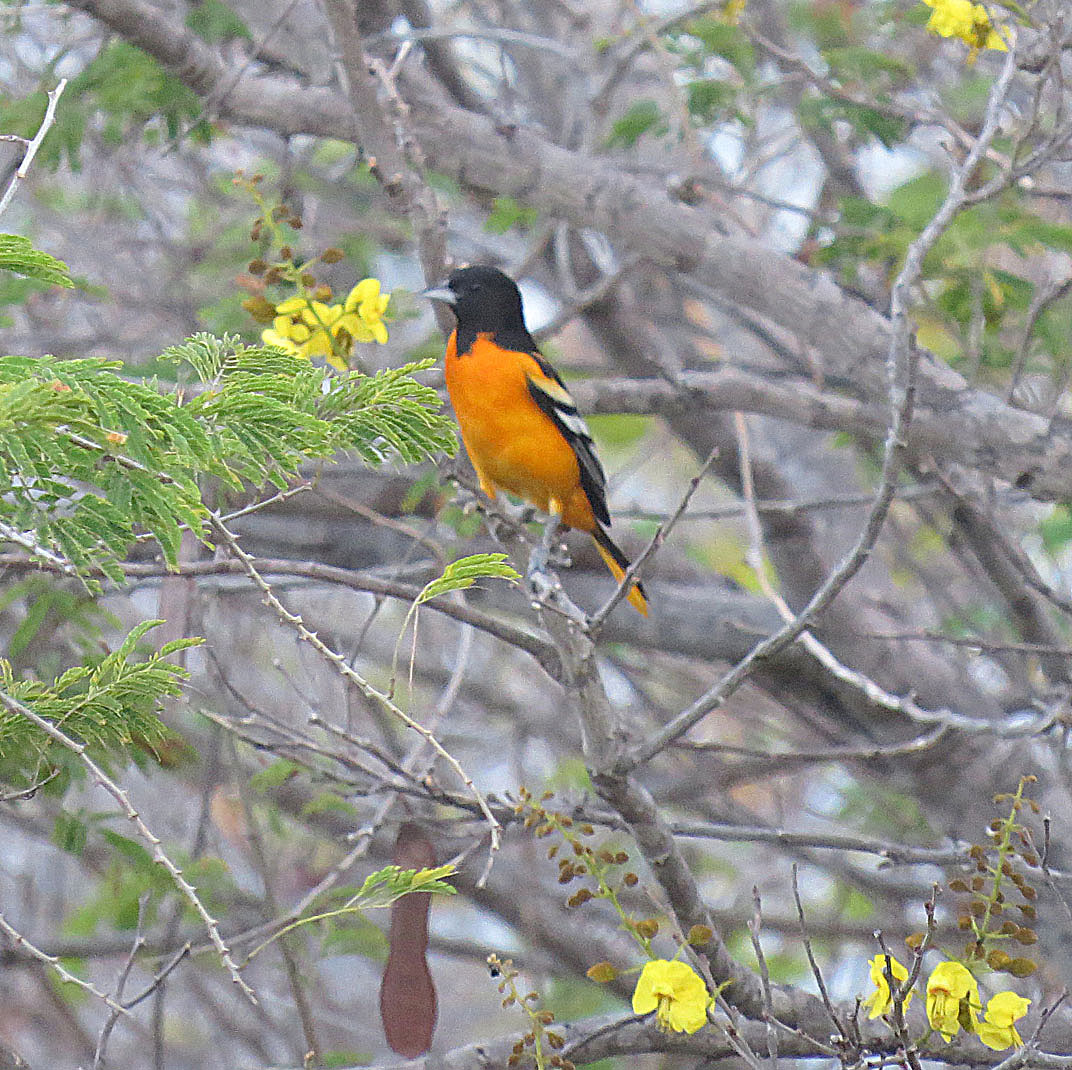
Жовточеревий трупіал

Довжина птаха становить 20,5-23 см, вага 31-59 г. Забарвлення переважно чорне, груди, живіт і гузка золотисто-жовті, на крилах жовті смуги. 

## Поширення і екологія
Жовточереві трупіали мешкають в горах Сьєрра-Мадре-де-Чіапас на півдні Мексики (східна Оахака, Чіапас), в Гватемалі, Сальвадорі і південно-західному Гондурасі. Вони живуть в сухих тропічних лісах, рідколіссях і чагарникових заростях, на висоті від 500 до 1800 м над рівнем моря. Живляться комахами та іншими безхребетними, а також плодами і нектаром.

## Збереження
МСОП класифікує цей вид як такий, що не потребує особливих заходів зі збереження. За оцінками дослідників, популяція жовточеревих трупіалів становить від 20 до 50 тисяч дорослих птахів.